# Ojstriška vas
Ojstriška vas este o localitate din comuna Tabor, Slovenia, cu o populație de 256 de locuitori.